# Boisé Steinberg
Le boisé Steinberg est une friche post-industrielle naturalisée en parc urbain au centre du quartier Hochelaga-Maisonneuve au sud de la rue Hochelaga, et entre les rues Viau, Dickson et au nord et à l'est du chemin de fer. Le boisé se situe entre les divisions urbaines de Maisonneuve et Guybourg au coin sud-ouest de Longue-Pointe. Il est d’une superficie d'environ 95 000 m2. Propriété de la ville de Montréal depuis 2022, ce parc fait figure de lieu de contestation des milieux écologistes pour freiner les expansions du port de Montréal et les projets industriels conséquents au sein du quartier résidentiel.

## Histoire
La friche du boisée Steinberg est la résultante de l’incendie de l’entrepôt alimentaire Steinberg puis l’abandon du terrain par l’entreprise dans les années 1990. Récupéré par le ministère des Transports puis Hydro-Québec pour y construire un transformateur, le terrain a été vendu à la ville en 2022 pour le transformer en parc urbain au sein du quartier.

## Consultations et propositions pour l'usage du terrain
De février à mai 2019, l’office de consultation publique de Montréal entreprend une consultation pour la mise en place et la gestion des derniers espaces verts situés sur le tracé d’un ancien ruisseau d’importance : le ruisseau de la Grande-Prairie (aussi connu sous le nom de ruisseau Molson). Sont conviés les citoyens et citoyennes du secteur de l’Assomption-Longue Pointe, le ministère des transports du Québec, le Canadien National, Hydro-Québec, le Port de Montréal ainsi que l'entrepreneur Ray-mont Logistiques pour débattre de l’application du plan d’aménagement et de développement du secteur, notamment pour limiter les perturbations d’une expansion des activités du port. De 2020 à 2022, les principaux acteurs défendent leurs propres intérêts, le tout sous une pression citoyenne croissante et des actes de vandalisme contre le projet de Ray-mont Logistiques.

### Propositions des collectifs de citoyens
Les collectifs environnementalistes vont proposer des parcs natures pour relier la Rivière-Des-Prairies avec le fleuve Saint-Laurent par une série de parcs et de pistes cyclables sur le tracé de la rivière Molson et son bassin versant. Une nouvelle nomenclature du nom de boisé Steinberg est aussi proposée. Ce changement de nomenclature a pour but de rappeler les rivières de l’île de Montréal qui ont été canalisées au fil du temps.    

### Propositions du gouvernement provincial québécois
Le gouvernement provincial va pour sa part donner le feu vert au projet de Ray-mont Logistique pour construire un espace de transbordement de conteneurs entre camions et trains de marchandises depuis le port de Montréal. Le projet, mis à l’arrêt depuis 2020 par la réglementation de la ville, prévoit le transbordement de 5000 conteneurs par jour, 24 heures sur 24. Sur une surface de 18’000 m2 le terrain asphalté en 2021, les travaux vont se poursuivre avec le feu vert du gouvernement du Québec malgré les problèmes de réglementations avec la ville de Montréal et l’absence d’analyse du Bureau d’Audience Publique sur l’Environnement (BAPE) car pas requise par le ministère.

### Proposition de la Ville et de l’arrondissement
La Ville de Montréal va proposer, durant la période des consultations, l’acquisition des terrains tout en agrandissant les liens routiers entourant le port pour permettre de fluidifier les passages des camions partants et rentrants au Port de Montréal. En effet, la ville va proposer en 2020 de réaliser un agrandissement du lien du boulevard l’Assomption avec l’avenue de Souligny.

## Poursuites et enjeux judiciaires
Face aux contestations populaires, notamment par des campements politiques, des fêtes populaires, des sculptures et aux participations aux consultations publiques, la ville de Montréal négocie avec Hydro-Québec pour récupérer le terrain du boisé Steinberg au coût de 27 millions de dollars canadiens. Mais par les retards de dépôts des permis et par la volonté de la ville d’acquérir les deux terrains dont le boisé Steinberg, Ray-Mont Logistiques va poursuivre la ville de Montréal pour 373 millions de dollars canadiens. Une résolution partielle aura lieu en 2024 avec le paiement de 17 millions de dollars canadiens à Ray-Mont Logistiques par la ville de Montréal pour compenser les délais de réalisation du projet.

## Reconnaissance du boisée Steinberg comme parc urbain
Le 9 novembre 2023, le gouvernement canadien, par la voix de Steven Guilbault, ministre de l’Environnement fédéral, sera le dernier palier de gouvernement à accorder le feu vert pour la protection du boisé Steinberg en tant que parc urbain et friche urbaine. Malgré de nouvelles consultations en cours pour l’avenir des autres friches et parcs proposés pour le lien entre la rivière des Prairies et le fleuve Saint-Laurent, ainsi que les différentes mesures d’apaisement pour le projet de Ray-Mont Logistiques, le parc a obtenu une protection de statut.

## Lutte à travers les groupes contestataires
Avec la protection du boisé Steinberg, les groupes militants, comme Mob6600 et Résister et Fleurir, vont continuer la lutte pour la fin du projet de Ray-Mont Logistiques au sud du boisé, avec les habitants du quartier. Il est actuellement contesté les mesures de mitigations des mouvements des camions et poids lourds dans le quartier. 